# Claus Rosengård
Claus Rosengård (født 1958), er en tidligere dansk atlet. Han var medlem af Krebs' Skole og senere Trongårdens IF.

## Danske mesterskaber
- Guld 1978 Trespring 14,54

Junior -20
- Guld 1978 Trespring 14,57

## Personlige rekord
- Trespring: 14,58 (1981)
- Længdespring: 6,75 (1978)